# Bönigen
Bönigen – gmina (niem. Einwohnergemeinde) w Szwajcarii, w kantonie Berno, w regionie administracyjnym Oberland, w okręgu Interlaken-Oberhasli. Leży w Berner Oberland, na południowym brzegu jeziora Brienzersee.

## Demografia
W Bönigen mieszka 2 569 osób. W 2020 roku 9,3% populacji gminy stanowiły osoby urodzone poza Szwajcarią.

## Transport
Przez teren gminy przebiega autostrada A8.